# Hr.Ms. De Ruyter (1976)

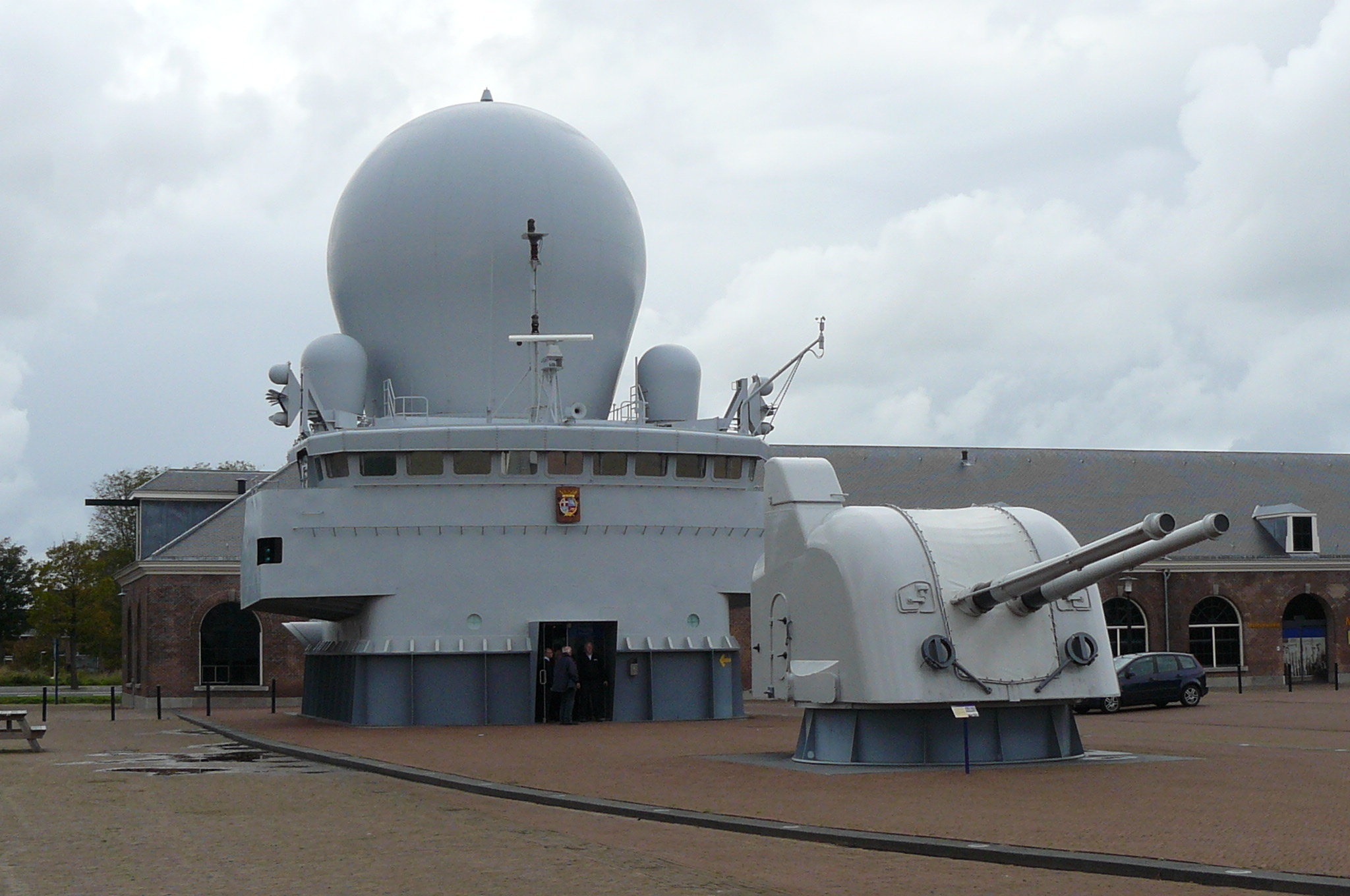
Brugdeel van de De Ruyter

Hr.Ms. De Ruyter (F 806) is een voormalig Nederlands fregat van de Trompklasse, vernoemd naar de 17e-eeuwse Nederlandse admiraal Michiel de Ruyter. Het schip, gebouwd door de scheepswerf Koninklijke Maatschappij de Schelde, is het 13e schip bij de Nederlandse marine vernoemd naar Michiel de Ruyter. De De Ruyter was samen met zijn zusterschip de Tromp een vlaggenschip van de Nederlandse marine.
De voornaamste taken van het schip waren de luchtverdediging, onderzeebootbestrijding en commandovoering. Het opvallendste kenmerk van het geleidewapenfregat was de metershoge radarbol boven op de brug. De 3D-radar mat afstand, richting én hoogte van de objecten. Meerdere objecten konden op een afstand van enkele honderden kilometers in de gaten worden gehouden.
Het schip werd in 2001 uit dienst genomen. De brug is echter bewaard gebleven en is te bezichtigen in het Marinemuseum in Den Helder.